# Glypta fasciata
Glypta fasciata är en stekelart som beskrevs av Dasch 1988. Glypta fasciata ingår i släktet Glypta och familjen brokparasitsteklar. Inga underarter finns listade i Catalogue of Life.